# Теребенин, Александр Георгиевич
Алекса́ндр Гео́ргиевич Теребе́нин (22 января 1959, Ленинград — 17 июня 2021, Санкт-Петербург) — советский и российский фотограф, художник.

## Биография
Александр Теребенин родился в 1959 году в Ленинграде.
Окончил архитектурный техникум в 1978 году. Также, как и его дед Борис Смирнов, получивший архитектурное образование во ВХУТЕМАСе, не стал архитектором. В девятнадцать лет начал профессионально заниматься фотографией.
Фактически начал активную художественную деятельность в 2000-е и особенно в 2010-е годы как фотограф и куратор выставочных проектов. По словам самого Теребенина, он стал художником в 2005 году, когда у него появилась цифровая фотокамера.
Вершиной художественной карьеры Александра Теребенина считается его совместный с Петром Белым проект «Сигнал 2014» (2014), за который соавторы получили премию «Инновация», и сделанная двумя годами ранее единолично Теребениным выставка «Конверсия» (2012).
Умер 17 июня 2021 года в возрасте 62 лет в одной из городских больниц Санкт-Петербурга от тяжёлых травм, полученных во время съёмки в заброшенном здании.

### Семья
- Дед — Борис Александрович Смирнов (1903—1986) — советский художник, архитектор и дизайнер, фотограф, педагог, публицист[3]. Во время блокады Ленинграда Борис Смирнов занимался маскировкой военных судов и, при запрете делать снимки, фотографировал блокадный Ленинград. После смерти деда Александр Теребенин нашёл в домашнем архиве фотоплёнку с двойной экспозицией, которая считалась браком, и представил фотографии на выставке «Тихие голоса» в выставочном зале «Невская куртина» Музея истории Петербурга в Петропавловской крепости. Рецензентка выставки писала об этой экспозиции: «На ней изображена как будто прогулка по Ленинграду, засыпанному снегом. Этот эффект наложения кадра на кадр дополняет ощущение пустоты, пустынности, потустороннего состояния, которое было присуще многим фотографиям Бориса Смирнова. Мы видим вроде бы брак, но в то же время это новый взгляд на Ленинград, которого мы не видели ни на каких других фотографиях. Рядом стоит наш главный объект — настоящий блокадный дневник Бориса Смирнова, в котором только три записи»[5].

## Творчество
Художник и критик Марина Колдобская, первая сообщившая о смерти Александра Теребенина, определяла его амплуа следующим образом: «Теребенин — художник, воспевающий забытьё». Критик Кира Долинина написала о нём: «Археология смерти была основным источником вдохновения для Александра Теребенина, который всем радостям цвета, сияния, блеска и гладкости нового, чистого, молодого и гламурного всегда предпочитал копание в пыли, осколках, останках в свете из полуразбитых окон, среди ломаных теней руинизированного прошлого. Почтенный жанр vanitas, волновавший наших предков то в натюрморте, то в пейзаже, у Теребенина был возведён в куб: говорить о смерти всего сущего он был готов на любом материале». Смерть Теребенина от тяжёлых травм, полученных во время фотосъемки в заброшенном здании, Долинина определила как «чудовищный в своей идеальной соотносимости с типом искусства погибшего художника сюжет».
Та же Кира Долинина писала, что «„материаловедение“ как раз и есть его главная тема. Позже пришло понимание пространства, основы основ, в отрыве от которой его работа не имеет смысла. Одна из более чем 70 выставок Теребенина называлась „НЕживопись“. Синдром отрицания, эта частица „НЕ“ почти всегда помогала ему сформулировать своё высказывание. Так, премированный проект „Сигнал“ 2014 года был заявлен кураторами как „перпендикулярная“ гламурной и заглаженной „Манифесте 10“, которая прошла летом того года в Эрмитаже. Перпендикулярность, несогласие с навязываемыми границами, петербургское „бедное“ в его романтическом обличье, готовность обратить в свою веру десятки самых разных художников, которые прошли через его проекты,— всё это Теребенин формулировал легко и без насилия над участниками процесса».
Сам Теребенин называл тип творчества, к которому себя относил, «городской археологией». «Однако на поверку с археологией, как наукой точной и скрупулёзной, его пассеистические видения имеют мало общего. Он не столько фиксировал, сколько пытался поймать и сохранить для других момент умирания той самой среды обитаний его города».
Долинина определяла две самые известные его выставки «Сигнал 2014» (2014, совместно с Петром Белым) и «Конверсию» (2012) как «показательные site-specific-выставки, главную роль в которых играло место, выбранное для экспозиции. Позабытые и позаброшенные советские казармы на улице Декабристов и столь же никому давно не нужное конструкторское бюро „Сигнал“ на Васильевском острове оказались идеальной средой для фотографа, которого больше всего на свете интересовала среда обитания памяти. Художественный „захват“ пустующих зданий — давняя практика в современном искусстве. Но в случае с проектами Теребенина здание „захватывало“ работы художников, а не наоборот. Ободранные стены, битый кафель в туалетах, проломанные полы и оголённые балки перекрытий не становились фоном, но оборачивались теми руинами, о которых грезили многие великие».

## Выставки
Фотографии Александра Теребенина были представлены на более чем семидесяти выставках в России и за границей, включая Италию, Германию, США.
- 2009 — «Вторичная переработка». Молодёжный центр Государственного Эрмитажа, Санкт-Петербург[6]
- 2012 — «Конверсия». Лофт «Четверть», Санкт-Петербург (куратор проекта, художник)[6]
- 2012 — «Немой Фильм». Лофт «Четверть-2», Санкт-Петербург[6]
- 2013 — «До двенадцатого колена». Frans Gallery, Нью-Йорк, США[6]
- 2013 — «Capital of Nowhere». Университет Ка-Фоскари, Венеция, Италия[6]
- 2014 — «Сигнал 2014». НПП «Сигнал», Санкт-Петербург (куратор проекта, художник)[6]
- 2014 — «Война и мир Бориса Смирнова». Галерея «Борей», Санкт-Петербург (куратор проекта)[6]
- 2014 — «The other home». Киберфест, Берлин, Германия[6]
- 2015 — «My way». Университет Ка-Фоскари, Венеция, Италия[6]
- 2015 — «Последний портрет». Галерея Navicula Artis, Санкт-Петербург[6]
- 2016 — «Вам бы сюда». Молодёжный центр Государственного Эрмитажа, Санкт-Петербург[6]

## Местонахождение работ
Работы Теребенина входят в коллекции петербургского выставочного центра «Манеж», Музея истории Петербурга, Kolodzei Art Foundation в Нью-Йорке, а также галерей и частных коллекций в России, США, Израиле, Германии, Финляндии и многих других странах.

## Премии
- Инновация (2014, совместно с Петром Белым, за лучший кураторский проект)[2].